# Reza I de l'Iran
Reza I de l'Iran (persa: رضا پهلوی‎)  (Alasht, 15 de març de 1878 - Johannesburg, 26 de juliol de 1944) va regnar com a xa de l'Iran des de 1925 fins a 1941. Va ser un oficial militar iranià i el fundador de la dinastia Pahlavi. Com a polític, anteriorment va exercir com a ministre de guerra i primer ministre de Qajar Iran i posteriorment va regnar com a Xa de Pahlavi Iran des de 1925 fins que es va veure obligat a abdicar després de la invasió anglosoviètica de Iran el 1941. El va succeir el seu fill gran, Mohammad Reza Pahlavi. Un modernitzador, Reza Shah va enfrontar-se amb el clergat xiïta i va introduir reformes socials, econòmiques i polítiques durant el seu regnat, posant finalment les bases de l'estat iranià modern. Per tant, és considerat per molts com el fundador de l'Iran modern.

## Biografia
A l'edat de setze anys, Reza Pahlavi va allistar-se a la brigada cosaca que operava a l'Iran, i va arribar a esdevenir-ne general.
Des de 1917 el Regne Unit estava usant Pèrsia com a plataforma per intervenir a Rússia i afavorir-hi els contrarevolucionaris, la qual cosa va dur a una ocupació del país per forces bolxevics. El 1920, el general Reza Pahlavi prengué Teheran a l'exèrcit soviètic i, el 1921, hi dissolgué el parlament del xa Ahmad Qajar.
El 1923, Reza Pahlavi es proclamà primer ministre i obligà el xa a exiliar-se; segons sembla, el seu objectiu era instaurar una república, però tant el clergat com els nobles feudals rebutjaren el projecte. Al final, consolidà el seu poder aconseguint que el 12 de desembre de 1925 el Majlis -parlament iranià- el proclamés xa -Reza I-, cosa que va donar origen a la dinastia dels Pahlavi.
Reza I fou un monarca autoritari que, basant-se en un sistema militarista, nacionalista, anticomunista i laïcista, va engegar un procés de modernització, comptant principalment amb l'ajuda d'Alemanya; per això, durant la II Guerra Mundial va alinear-se amb el Tercer Reich. L'agost de 1941, dos mesos després de l'atac de Hitler contra l'URSS, soviètics i britànics ocuparen l'Iran per evitar el subministrament de petroli a Alemanya i obligaren Reza I a abdicar a favor del seu fill Mohammad Reza Pahlavi.
En el seu exili, Reza I fou obligat a residir sempre en territori britànic, per això, va estar-se primer a Maurici, després a Durban i, finalment, a Johannesburg, on va morir el 1944.